# Северная Тарава
Северная Тарава (англ. North Tarawa, кириб. Tarawa Ieta) — муниципалитет в Кирибати, расположенный на северо-восточной части атолла Тарава.
Северная Тарава является избирательным округом, в который включено 14 деревень от Буарики на севере до Буота на юге, где расположен мост, соединяющий Северную Тараву с Южной Таравой.
Численность населения — 7041 человек (2020), при этом число жителей растёт. По данным 2000 года в Северной Тараве проживало 4477 человек, в 2010 году уже 6102.
| 1947 | 1947[…] | 1963[…] | 1968[…] | 1973[…] | 1978[…] | 1985[…] | 1990[…] | 1995[…] | 2000[…] | 2005  | 2010  | 2015  | 2020  |
| ---- | ------- | ------- | ------- | ------- | ------- | ------- | ------- | ------- | ------- | ----- | ----- | ----- | ----- |
| 2904 | ↘1911   | ↘1813   | ↗2026   | ↗2268   | ↘2227   | ↗3205   | ↗3648   | ↗4004   | ↗4477   | ↗5678 | ↗6102 | ↗6629 | ↗7041 |

| №  | Поселение   | Английское название | Население, чел. |
| -- | ----------- | ------------------- | --------------- |
| 1  | Буарики     | Buariki             | 752             |
| 2  | Теаринибаи  | Tearinibai          | 297             |
| 3  | Нуатабу     | Nuatabu             | 249             |
| 4  | Тебвангарои | Tebwangaroi         | 19              |
| 5  | Таратаи     | Taratai             | 192             |
| 6  | Ноото       | Nooto               | 891             |
| 7  | Абаокоро    | Abaokoro            | 290             |
| 8  | Маренанука  | Marenanuka          | 161             |
| 9  | Табонибара  | Tabonibara          | 310             |
| 10 | Каинаба     | Kainaba             | 299             |
| 11 | Набеина     | Nabeina             | 442             |
| 12 | Табитеуэа   | Tabiteuea           | 523             |
| 13 | Абатао      | Abatao              | 468             |
| 14 | Буота       | Buota               | 1756            |

Северная Тарава является важным образовательным центром (см. Список учебных заведений Таравы).
В Северной Тараве образ жизни, основанный на натуральном хозяйстве, широко практикуемый на островах Гилберта, сосуществует с рыночной экономикой, основанной на торговле с Южной Таравой. Только 16 % рабочей силы имеют оплачиваемую работу, но еще 17 % зарабатывают денежные средства, занимаясь рыночной деятельностью, продавая продукты питания и материалы, произведённые в Северной Тараве, на рынках и на улицах Южной Таравы.
Площадь — 15,26 км². Высота над уровнем моря в Северной Тараве чуть более 3 м. Эрозия и намыв, происходящие вдоль береговой линии, связаны с добычей породы, рекультивацией земель и строительством дамб, что изменяет течения вдоль берега. К западу Северная Тарава омывается водами лагуны, с востока — открытым океаном.
С 4 марта 2013 года на атолле организована охраняемая природная территория Ноото, согласно Рамсарской конвенции Её площадь — 10,33 км², около двух третей территории Северной Таравы. Ноото-Северная Тарава — это относительно нетронутые прибрежные водно-болотные экосистемы, включая лагуны, коралловые рифы, приливные илистые отмели и мангровые заросли, где высокое биоразнообразие, включая рыб, черепах, ракообразных, морских водорослей и т. д. Это одна из немногих областей Кирибати с мангровыми зарослями, в которых доминирует один вид — Rhizophora stylosa. Ноото является важным местом размножения морских видов, таких как находящаяся под угрозой исчезновения зелёная черепаха (Chelonia mydas), уязвимый гигантский моллюск (Tridacna gigas) и находящаяся под угрозой исчезновения костная рыба Albula vulpes.

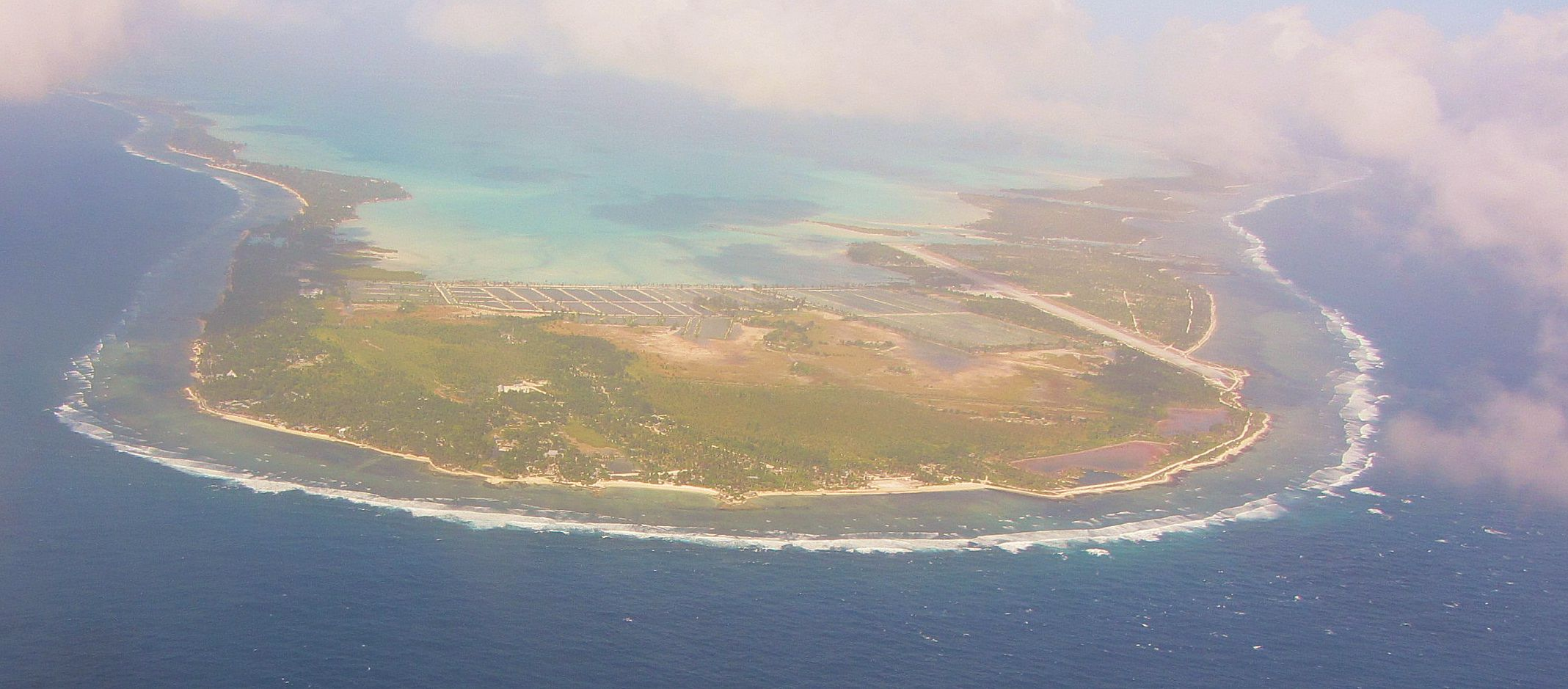
Аэропорт Бонрики. Слева — Южная Тарава, справа — Северная Тарава